# Tamara Braun
Pour les articles homonymes, voir Braun.
Tamara Braun est une actrice américaine, née le 18 avril 1971 à Evanston, dans l'Illinois (États-Unis).

## Filmographie partielle

### Série télévisée
- 1997 : The Sentinel : Stacey Neumann (saison 2, épisode 24)
- 1997 : Buffy contre les vampires : Tara (saison 2 épisode 1)
- 1998 : La Vie à cinq : Marcy (saison 4, épisode 13)
- 1998 : Les Sept Mercenaires : Virginia (saison 1, épisode 4)
- 1998 : Sept à la maison : Ellen (saison 3, épisode 9)
- 1998 : Le Caméléon : Claire Dunning (saison 3, épisode 9)
- 2001 : Sexe et Dépendances : Lisa (saison 1, épisode 1)
- 2001-2005 : Hôpital central : Carly Corinthos
- 2006 : Dr House : Grace (saison 2, épisode 19)
- 2006 : Cold Case : Affaires classées : Edie Lowe (saison 4, épisode 11)
- 2007 : Ghost Whisperer : Brenda Sanborn (saison 2, épisode 13)
- 2007 : FBI : Portés disparus : Kate Douglas (saison 6, épisode 1)
- 2008, 2015-2016, depuis 2020 : Des jours et des vies : Ava Vitali (393 épisodes)
- 2008 : Les Experts : Coco (saison 8, épisode 11)
- 2008-2009 : La Force du Destin : Reese Williams (81 épisodes)
- 2012 : Castle : Natalia Roosevelt (saison 5, épisode 4)
- 2013 : Supernatural : Cindy Cassity (saison 8, épisode 14)
- 2017-2019 : Hôpital central : Dr. Kim Nero